# Nieustraszymyj (1988)
Nieustraszymyj (ros. Неустрашимый) – fregata rakietowa projektu 11540 Marynarki Wojennej Federacji Rosyjskiej, pozostająca w służbie od 1990 roku. Wchodzi w skład Floty Bałtyckiej.

## Budowa
„Nieustraszymyj” był prototypowym okrętem ostatniego typu radzieckich fregat – projektu 11540 (oznaczenie kodowe Jastrieb), projektowanego od lat 70. XX wieku dla marynarki ZSRR. Oficjalnie klasyfikowany był w ZSRR i Rosji jako dozorowiec (storożewyj korabl, w skrócie SKR).
Stępkę pod budowę prototypu położono 25 marca 1987 roku w stoczni Jantar w Królewcu pod numerem budowy 401. Wodowanie okrętu miało miejsce 25 maja 1988 roku, a oddanie do służby 28 grudnia 1990 roku. Dopiero w 1988 roku rozpoczęto budowę drugiego, a w 1990 roku trzeciego okrętu, lecz z powodów finansowych ją wstrzymano i „Nieustraszymyj” przez długi czas był jedynym okrętem swojego typu.

## Skrócony opis
Uzbrojenie artyleryjskie stanowi automatyczne działo uniwersalne kalibru 100 mm AK-100 w wieży na dziobie, z zapasem amunicji 350 nabojów. Do kierowanie jego ogniem służy radar artyleryjski MR-145 Lew, umieszczony na dachu pomostu dowodzenia.
Zasadniczym środkiem obrony przeciwlotniczej są cztery pionowe bębnowe ośmiokomorowe wyrzutnie pocisków przeciwlotniczych bliskiego zasięgu 3K95 Kindżał, umieszczone na pokładzie dziobowym za wieżą armaty. Łącznie zapas amunicji wynosi 32 pociski 9M330. Do ich kierowania ogniem służy radar 3R95 umieszczony na maszcie dziobowym. Uzbrojenie przeciwlotnicze uzupełniają dwa nowe zestawy obrony bezpośredniej 3R87 Kortik, umieszczone na dachu hangaru po obu burtach. Każdy zestaw składa się z dwóch sześciolufowych działek kalibru 30 mm i ośmiu wyrzutni pocisków przeciwlotniczych bliskiego zasięgu 9M311. Zapas amunicji wynosi 6000 nabojów i 64 pociski.
Do zwalczania celów nawodnych przewidziano nowe pociski przeciwokrętowe 3M24 Uran, w czterech blokach po cztery wyrzutnie rurowe umieszczonych na śródokręciu. Jednakże z powodu niegotowości, okręt wszedł do służby bez przewidywanych wyrzutni pocisków Uran. Nie zostały one uzupełnione w kolejnych latach.
Broń podwodną stanowi sześć pojedynczych wyrzutni torpedowych kalibru 533 mm umieszczonych po trzy na każdą z burt w ścianach nadbudówki rufowej. Mogą one służyć do wystrzeliwania rakietotorped 83RN lub 84RN systemu Wodopad-NK albo torped przeciw okrętom podwodnym torpeda SET-65 lub klasycznych 53-65K. Uzupełnia je pojedyncza dwunastoprowadnicowa wyrzutnia rakietowych bomb głębinowych RBU-6000 umieszczona na piętrze z przodu nadbudówki dziobowej. Zapas wynosi 60 bomb RGB-60.
Okręt przenosi jeden śmigłowiec pokładowy do zwalczania okrętów podwodnych Ka-27PŁ z lądowiskiem i hangarem w części rufowej.

## Służba
„Nieustraszymyj” wszedł do służby 28 grudnia 1990 roku jeszcze w marynarce wojennej ZSRR. Przydzielono go do Floty Bałtyckiej. Po rozpadzie ZSRR z końcem 1991 roku został przejęty przez Marynarkę Wojenną Rosji.
Brał kilkakrotnie udział we wspólnych manewrach z marynarkami państw NATO Baltops. W czerwcu 1995 roku złożył wizytę w Kilonii z okazji uroczystości stulecia Kanału Kilońskiego. W 2003 roku złożył wizytę w Londynie.